# Convergenza Nazionale "Kwa Na Kwa"
Convergenza Nazionale "Kwa Na Kwa" (in francese Convergence Nationale "Kwa Na Kwa") è un partito politico centrafricano fondato nel 2004 da François Bozizé, divenuto Presidente nel 2003 a seguito di un colpo di Stato.
Il partito è noto anche solo con la denominazione Kwa Na Kwa (in sango Lavoro Solo Lavoro).
In occasione delle elezioni presidenziali del 2011, Bozizé è risultato vincitore al primo turno con il 66% dei voti contro il 20% di Ange-Félix Patassé; nelle elezioni parlamentari il suo partito ha ottenuto 61 seggi su 100.